# TIM-Drucker
Ein TIM-Drucker ist ein tragbarer mechanischer Fahrscheindrucker. Mit ihm ist es möglich, den Fahrgästen Fahrkarten unterschiedlicher Typen zu verkaufen, ohne ein breites Sortiment bereits vorab bedruckter Fahrscheine mitzuführen, die bei der Ausgabe noch zu stempeln oder sonst irgendwie mit der Hand zu markieren wären.

## Hersteller
Der Name TIM-Drucker leitet sich von Ticket Issue Machine ab. Die ersten Modelle wurden ab 1931 von der englischen Firma Setright für den Fahrkartenverkauf auf den Londoner Straßenbahn- und Buslinien hergestellt. Die später von der Firma Ticket Issue Machines Ltd. in Cirencester hergestellten Fahrscheindrucker waren jedoch weitaus erfolgreicher. Die Firma Plessey stellte Drucker in Lizenz her; ab Ende der 1970er Jahre wurde die Produktion von einer indischen Firma übernommen.

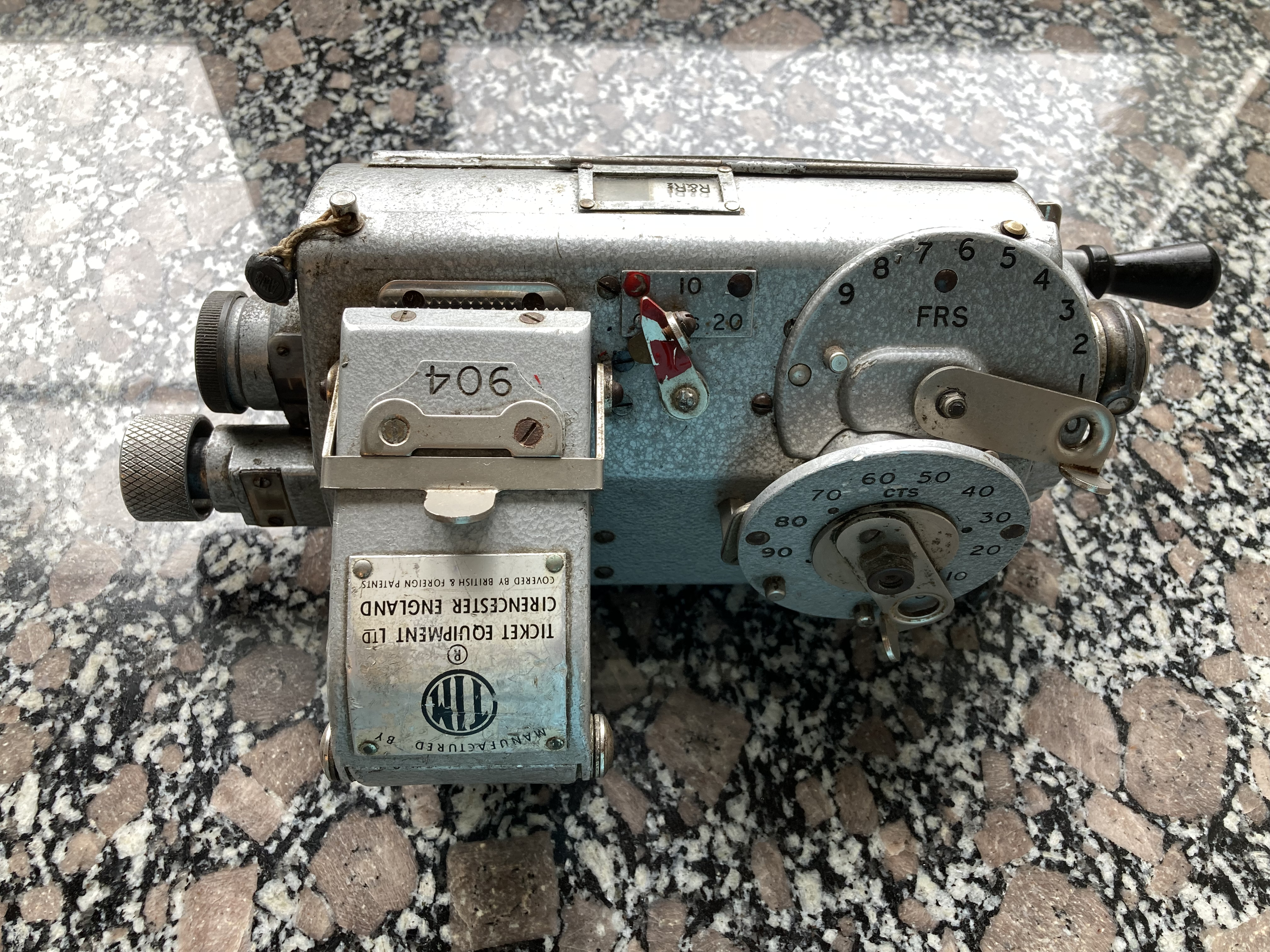
TIM-Drucker aus Sicht des Kondukteurs
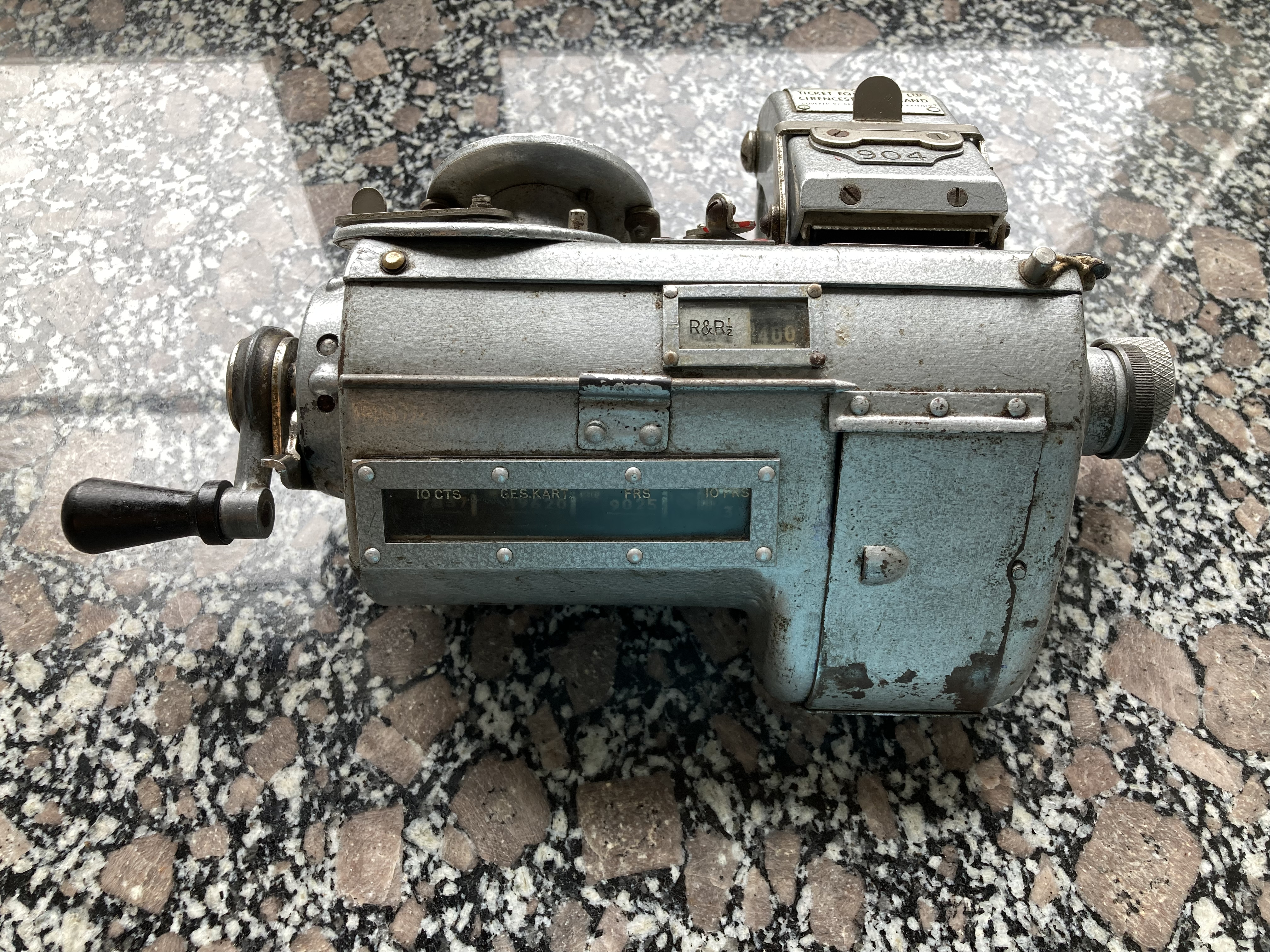
TIM-Drucker aus Sicht des Fahrgasts
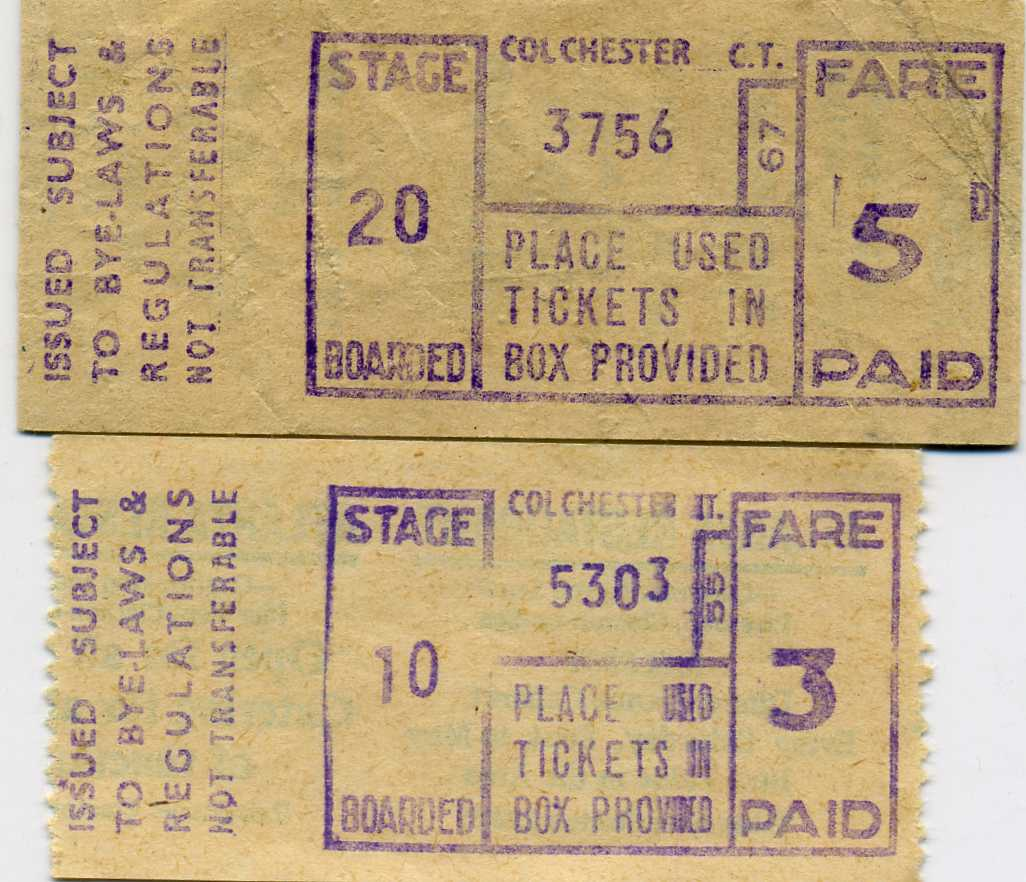
Von TIM-Druckern hergestellte Fahrscheine

## Funktion
Die TIM-Drucker wurden mit einer noch unbedruckten Papierrolle ausgestattet. Am Gerät konnte mit einer Wählscheibe der Fahrpreis eingestellt werden. Ebenso waren über Hebel, Rändelräder, Drehzähler oder direkt am Druckwerk weitere Einstellungen möglich, wie z. B. das Datum und die Uhrzeit, die Liniennummer, die Preisstufe oder gültige Tarifzone oder aktuelle Teilstrecke, außerdem gab es eine laufende Nummer. Nach Betätigung einer am Gerät angebrachten Handkurbel (später auch mittels eines externen Elektromotors) wurden diese Informationen im Rahmen eines fest montierten Klischees über eine Farbwalze auf die Papierrolle übertragen. Der somit erstellte Fahrschein wurde vom Gerät ausgegeben und konnte dann abgerissen werden. Auf der Rückseite der TIM-Drucker befanden sich Zählwerke für die Zahl der verkauften Fahrscheine pro Preisstufe.

## Einsatz
Bis zum Zweiten Weltkrieg wurden TIM-Drucker hauptsächlich in Großbritannien eingesetzt, danach kamen sie auch in anderen Ländern in größerem Maße zum Einsatz. Elektronische Fahrscheindrucker leiteten das Ende der TIM-Drucker ein.
Weit verbreitet waren die Drucker u. a. im Großraum Hamburg, so bei der Straßenbahn und in den Bussen der Hamburger Hochbahn (HHA) und den Verkehrsbetrieben Hamburg-Holstein (VHH), auf den Schiffen der HADAG und den Alsterschiffen der HHA/ATG sowie in den 1960er Jahren in den Zügen der AKN. In Deutschland sind TIM-Drucker heute nicht mehr im Einsatz, zuletzt wurden sie bis nach 2002 in den Flughafenbussen des Busunternehmens Jasper in Hamburg oder bei Flussfähren eingesetzt. In der Schweiz war der TIM-Drucker zwischen 1950 und 1987 bei PostAuto im Einsatz. Ab 1987 wurde er durch die ACS-Geräte ersetzt.